# Coupling
Coupling is een Britse komedieserie geschreven door Steven Moffat voor de BBC. Ze verscheen op BBC2 van mei 2000 tot 2004. Ze gaat vooral over de relaties en seksuele avonturen en mislukkingen van zes dertigers.
De reeks was ook te zien op Canvas in Vlaanderen.
Centraal in de reeks staat het koppel Steve en Susan, dat min of meer gebaseerd is op de schrijver Steven Moffat en zijn vrouw Sue Vertue. De anderen zijn hun vrienden, met wie ze soms een relatie gehad hebben. De reeks maakt gebruik van minder conventionele technieken voor sitcoms, zoals schermopdeling en niet-lineaire verhaallijnen.
Soms wordt de reeks een Britse versie van Friends genoemd, hoewel Steven Moffat eerder Seinfeld als inspiratie noemt.

## Personages

### Hoofdpersonen
- Steve Taylor (Jack Davenport) - vriend van Jeff, verloofde van Susan en ex-vriend van Jane.
- Susan Walker (Sarah Alexander) - boezemvriendin van Sally, verloofde van Steve en ex-vriendin van Patrick, collega van Jeff.
- Jeff Murdoch (Richard Coyle, reeksen 1 tot 3) - beste vriend van Steve en collega van Susan.
- Sally Harper (Kate Isitt) - boezemvriendin van Susan, vriendin van Patrick in reeks 4.
- Patrick Maitland (Ben Miles) - ex-vriend van Susan en vriend van Sally in reeks 4.
- Jane Christie (Gina Bellman) - ex-vriendin van Steve, werkt voor een lokaal radiostation.
- Oliver Morris (Richard Mylan, reeks 4) - werkt in een winkel voor sciencefictionartikelen, en raakt bevriend met Jane.

### Andere
- Julia Davis - is de vriendin van Jeff in reeks 2 en 3, en is een collega van Jeff en Susan.
- Tamsin - Olivers ex
- James - vriend van Jane in reeks 3, presenteert een religieus radioprogramma.